# Línguas indo-europeias

Países com maioria de falantes de línguas indo-europeias
Países com minoria de falantes de línguas indo-europeias com estatuto oficial
Países com minoria de falantes de línguas indo-europeias sem estatuto oficial
Sem informação

As línguas indo-europeias constituem uma família linguística (ou filo) composta por centenas de diversas línguas e dialetos, que inclui as principais línguas da Europa, Irã e do norte da Índia, além dos idiomas predominantes historicamente na Anatólia e na Ásia Central. Atestado desde a Era do Bronze, na forma do grego micênico e das línguas anatólias, a família tem considerável significância no campo da linguística histórica, na medida em que possui a mais longa história registrada depois da família afro-asiática.
As línguas do grupo indo-europeu são faladas por aproximadamente três bilhões de falantes nativos, o maior número entre as famílias linguísticas reconhecidas.  A família sino-tibetana tem o segundo maior número de falantes, enquanto diversas propostas controversas fundiram o indo-europeu com outras das principais famílias linguísticas.

## História da linguística indo-europeia

Línguas indo-europeias na Eurásia.

Sugestões de semelhanças entre os idiomas indianos e europeus começaram a ser feitas por visitantes europeus à Índia no século XVI. Em 1583 o padre Thomas Stephens, um missionário jesuíta inglês em Goa, notou as semelhanças entre os idiomas indianos, mais especificamente o concani, o grego e o latim. Estas observações foram inclusas numa carta sua para seu irmão, que só foi publicada no século XX.
O primeiro relato a mencionar o sânscrito veio de Filippo Sassetti (nascido em 1540), um mercador florentino que viajou ao subcontinente indiano e esteve entre os primeiros observadores europeus a estudar a antiga língua indiana. Escrevendo em 1585, notou diversas semelhanças entre palavras do sânscrito e do italiano (como por exemplo devaḥ e dio, "deus", sarpaḥ e serpe, "serpente", sapta e sette, "sete", aṣṭa e otto, "oito", nava e nove, "nove"). Nem as observações de Stephens, nem as de Sassetti, no entanto, levaram a maiores estudos acadêmicos.
Em 1647, o linguista e acadêmico holandês Marcus Zuerius van Boxhorn notou a semelhança entre as línguas indo-europeias, e sugeriu a existência de um idioma primitivo comum, que ele chamou de "cita". Van Boxhorn incluiu em sua hipótese o holandês, o grego, o latim, o persa e o alemão, adicionando posteriormente as línguas eslavas, celtas e bálticas. Suas teorias, no entanto, não se tornaram difusas e tampouco estimularam novos estudos.
Gaston Coeurdoux e outros estudiosos fizeram observações semelhantes. Coeurdoux chegou a fazer uma comparação minuciosa das conjugações do sânscrito, grego e latim, no fim da década de 1760, sugerindo uma possível relação entre eles. A hipótese ressurgiu em 1786, quando sir William Jones deu sua primeira palestra a respeito das semelhanças entre quatro das línguas mais antigas conhecidas na sua época: o latim, o grego, o sânscrito e o persa. Foi Thomas Young quem usou pela primeira vez o termo indo-europeu, em 1813, que se tornou o termo científico padrão (exceto na Alemanha) através da obra de Franz Bopp, cuja comparação sistemática destas e de outras línguas antigas deu suporte à teoria. A Gramática Comparativa de Bopp, que surgiu entre 1833 e 1852, é considerada como o ponto de partida para os estudos indo-europeus como uma disciplina acadêmica.

## Distribuição atual
Hoje, as línguas indo-europeias são faladas por 3,2 bilhões de falantes nativos em todos os continentes habitados, o maior número entre qualquer família de línguas reconhecida. Das 20 línguas com o maior número de falantes nativos, de acordo com o Ethnologue, 10 são indo-europeias: espanhol, inglês, hindustâni, português, bengali, russo, punjabi, alemão, francês e marati, representando mais de 1,7 bilhão de falantes nativos. Além disso, centenas de milhões de pessoas em todo o mundo estudam línguas indo-europeias como línguas secundárias ou terciárias, incluindo culturas que têm famílias linguísticas e origens históricas completamente diferentes — na língua inglesa sozinha, há entre 600 milhões e 1 bilhão de alunos L2.

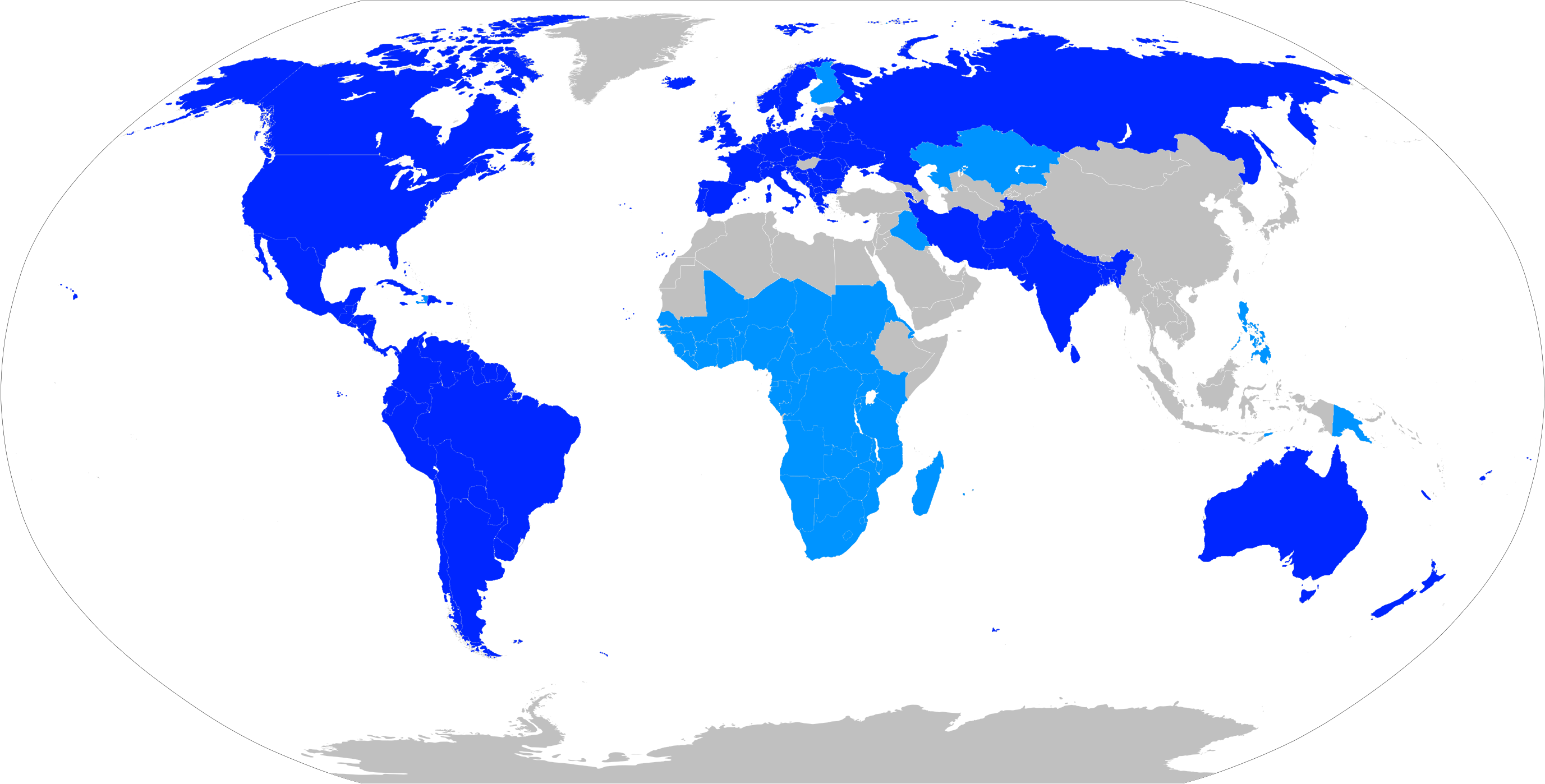
Em azul: Países onde a língua oficial é uma língua indo-europeia. Em azul claro: Países onde uma língua indo-europeia é reconhecida como língua de minoria

O sucesso da família linguística, incluindo o grande número de falantes e as vastas porções da Terra em que habitam, deve-se a vários fatores. As antigas migrações indo-europeias e a ampla disseminação da cultura indo-europeia por toda a Eurásia, incluindo a dos próprios protoindo-europeus, e de suas culturas "filhas", incluindo os indo-arianos, povos iranianos, celtas, gregos, romanos, povos germânicos e eslavos, fizeram com que os ramos da família linguística desses povos já tivessem uma posição dominante em praticamente toda a Eurásia, exceto por faixas do Oriente Próximo, Norte e Leste da Ásia, substituindo muitos (mas não todos) dos idiomas anteriormente falados (línguas pré-indo-europeias) nessa extensa área. No entanto, as línguas semíticas permanecem dominantes em grande parte do Oriente Médio e no Norte da África, e as línguas caucasianas em grande parte da região do Cáucaso. Da mesma forma, na Europa e nos Urais, as línguas urálicas (como o húngaro, o finlandês, o estoniano etc.) permanecem, assim como o basco, um isolado caso pré-indo-europeu.
Apesar de não estarem cientes de sua origem linguística comum, diversos grupos de falantes indo-europeus continuaram a dominar culturalmente e frequentemente substituir as línguas indígenas dos dois terços ocidentais da Eurásia. No início da Era Cristã, os povos indo-europeus controlavam quase a totalidade desta área: os celtas da Europa ocidental e central, os romanos do sul da Europa, os povos germânicos do norte da Europa, os eslavos da Europa oriental, os povos iranianos na maior parte do oeste e Ásia central e partes da Europa oriental, e os povos indo-arianos no subcontinente indiano, com os tocarianos habitando a fronteira indo-europeia no oeste da China. No período medieval, apenas as línguas semíticas, dravidianas, caucasianas e urálicas e a isolada língua basca permaneceram das línguas (relativamente) nativas da Europa e da Ásia ocidental.
Apesar das invasões medievais por nômades da Eurásia, um grupo ao qual os protoindo-europeus já pertenceram, a expansão indo-europeia atingiu outro pico no início do período moderno com o aumento dramático da população do subcontinente indiano e o expansionismo europeu em todo o globo durante a Era dos Descobrimentos, bem como a contínua substituição e assimilação de línguas e povos não indo-europeus circundantes devido ao aumento da centralização do Estado e do nacionalismo. Essas tendências se agravaram ao longo do período moderno devido ao crescimento geral da população global e aos resultados da colonização europeia do hemisfério ocidental e da Oceania, levando a uma explosão no número de falantes indo-europeus, bem como nos territórios habitados por eles.
Devido à colonização e ao domínio moderno das línguas indo-europeias nos campos da política, ciência global, tecnologia, educação, finanças e esportes, até mesmo muitos países modernos cujas populações falam amplamente línguas não indo-europeias têm línguas indo-europeias como línguas oficiais, e a maioria da população global fala pelo menos uma língua indo-europeia. A esmagadora maioria das línguas usadas na Internet são indo-europeias, com o inglês continuando a liderar o grupo; o inglês em geral tornou-se, em muitos aspectos, a língua franca da comunicação global.

## Classificação

Família linguística indo-europeia. Em vermelho, línguas extintas; em verde, línguas vivas

Os diversos subgrupos da família linguística indo-europeia incluem dez subdivisões principais (listados por ordem histórica de sua primeira evidência escrita):
1. Línguas anatólicas: primeiro ramo atestado. Termos isolados em fontes escritas em assírio antigo do século XIX a.C., textos hititas do século XVI a.C.; extintas na Antiguidade Tardia.[11]
2. Línguas helênicas: registros fragmentários no grego micênico do fim do século XV a.C. até o início do seguinte; as tradições homéricas (grego homérico) datam do século VIII a.C. (ver língua protogrega, história da língua grega).[12]
3. Línguas indo-iranianas: descendentes de um ancestral comum, o protoindo-iraniano (que data do fim do terceiro milênio a.C.).
  - Línguas indo-arianas, evidenciadas a partir do fim do século XV a.C. em textos do Reino de Mitani que mostram traços indo-arianos. Epigraficamente a partir do século III a.C., na forma do prácrito (Editos de Asoka). Presume-se que o Rigueveda tenha preservado registros intactos da tradição oral (Patha) que datam de meados do segundo milênio a.C., na forma do sânscrito védico.[13]
  - Línguas iranianas, atestadas desde aproximadamente 1000 a.C. na forma do avéstico. Epigraficamente, desde 520 a.C., na forma do persa antigo (inscrição de Beistum).
  - Línguas dárdicas
  - Línguas nuristânicas
4. Línguas itálicas: incluindo o latim e seus descendentes (línguas românicas ou latinas), atestadas desde o século VII a.C.[14][15]
5. Línguas celtas, descendentes do protocelta. Inscrições gaulesas chegam a remontar ao século VI a.C.; a tradição de manuscritos do irlandês antigo data do século VIII d.C.
6. Línguas germânicas (do protogermânico: seus testemunhos mais antigos são inscrições rúnicas de por volta do século II d.C., e os primeiros textos, feitos no gótico, do século IV. A tradição de manuscritos do inglês antigo data do século VIII.
7. Língua armênia: escritos no alfabeto armênio existem desde o início do século V.[16]
8. Línguas tocarianas: existem em dois dialetos, evidenciados desde o século VI ao IX; foram marginalizados pelo Império Uigur, onde se falava o turcomano antigo, e provavelmente se extinguiram no século X.[17]
9. Línguas balto-eslavas: tidas pela maior parte dos indo-europeístas[18] como formando uma unidade filogenética - enquanto uma minoria ainda credita estas semelhanças a um contato linguístico prolongado.
  - Línguas eslavas (do protoeslavo), evidenciado desde o século IX, primeiros textos no antigo eslavônico eclesiástico.
  - Línguas bálticas, atestadas desde o século XIV; para idiomas cujas primeiras evidências são tão tardias, conservam características arcaicas atípicas, atribuídas ao protoindo-europeu (PIE).
10. Língua albanesa, evidenciada a partir do século XV; o proto-albanês provavelmente surgiu de antecessores "paleobalcânicos".[19][20]

Além dos dez ramos 'clássicos' listados acima, diversos idiomas já extintos e menos conhecidos pertencentes ao grupo existiram:
- Línguas ilírias — possivelmente relacionados ao messápio ou ao venético; um parentesco com o albanês também foi sugerido.
- Língua venética ou vêneta — aparentada às línguas itálicas.
- Língua libúrnia — aparentemente agrupada com o venético.
- Língua messápia — ainda não foi decifrada de maneira conclusiva.
- Língua frígia — língua da antiga Frígia, provavelmente aparentada ao grego, trácio ou armênio.
- Língua peônia — língua extinta, falada ao norte da Macedônia do Norte.
- Língua trácia — possivelmente incluía o dácio.
- Língua dácia — próxima do trácio ou do proto-albanês, ou de ambos.
- Língua macedônia antiga — parentescos propostos com o grego, ilírio, trácio ou frígio.
- Língua lígure antiga — apesar de teorias que a vinculam ao ramo céltico, pode nem mesmo ser indo-europeia.
- Língua lusitana — possivelmente relacionada (ou até mesmo um subgrupo) do céltico, lígure ou itálico.

## Origem, migrações, genética
Três estudos genéticos recentes, de 2015, deram apoio à teoria de Marija Gimbutas de que a difusão das línguas indo-europeias teria se dado a partir das estepes russas. De acordo com esses estudos, o Haplogrupo R1b (ADN-Y) e o Haplogrupo R1a (ADN-Y) — hoje os mais comuns na Europa e sendo o R1a frequente também no subcontinente indiano — teriam se difundido, a partir das estepes russas, junto com as línguas indo-europeias. Também foi detectado um componente autossômico presente nos europeus de hoje que não era presente nos europeus do Neolítico, e que teria sido introduzido a partir das estepes, junto com as linhagens paternas (haplogrupo paterno) R1b e R1a, assim como com as línguas indo-europeias.
Trabalhos de arqueologia contemporâneos associam a domesticação do cavalo a essa expansão.

### Bancos de dados
- «Banco de Dados do Indo-Europeu (Dicionário Etimológico Indo-Europeu, IEED)»
- «Panorama da família no Projeto MultiTree (LINGUIST List)»
- «Panorama da família (SIL/Ethnologue)»
- «Indo-europeu» no banco de dados LLOW
- «Centro de documentação do indo-europeu» na Universidade do Texas em Austin
- «TITUS» (em inglês)

### Léxicos
- «Indo-European Roots», do American Heritage Dictionary.

### Imagens
- «Árvore linguística do indo-europeu, mostrando suas subdivisões» - Universidade do Estado de Iowa
- «Imagem das migrações indo-europeias a partir das Terras Altas Armênias» - Universidade da Pensilvânia